# Instituto Guatemalteco de la Seguridad Social
El Instituto Guatemalteco de Seguridad Social (IGSS) es la rama del Ministerio de Trabajo y Previsión Social de Guatemala que brinda servicios Hospitalarios y Clínicos; pensiones y beneficios de protección de ingresos, y asesoría laboral para empleados asalariados en Guatemala .
El IGSS fue creada en 1946 bajo la administración del presidente Juan José Arévalo luego de que la legislatura guatemalteca aprobara la Ley 256 del Congreso que dio paso a una serie de reformas laborales, incluida la creación de un sistema de pensiones y servicios clínicos para los empleados.

## Historia

### Formación de la IGSS
El Instituto fue un desarrollo de las reformas laborales instituidas por el gobierno de Juan José Arévalo. En sus esfuerzos por movilizar la infraestructura de protección social de Guatemala, la administración de Arévalo trajo a dos tecnócratas en el campo de la Seguridad Social para ayudarlos a diseñar el sistema de Seguridad Social. Dr. Walter Dittel de Chile y Oscar Barahona Streber de Costa Rica. Los tecnócratas hicieron una evaluación socioeconómica del panorama laboral-capital del país. Después de un año de estudio, y un informe publicado denominado Bases del Sistema de Seguridad Social en Guatemala , la legislatura guatemalteca creó la Ley de Seguridad Social No. 256 y el presidente Juan José Arévalo promulgó el Instituto de Seguridad Social como ley el 30 de octubre de 1946.  

### Evolución de Pensiones y Programas

#### Programa de lesiones laborales
El programa de protección de ingresos y pensiones por incidentes de trabajo para emergencias fue promulgado en 1947 y se implementó a nivel nacional entre 1948 y 1949. El Programa cubre a todos los trabajadores asegurados por el Instituto. El programa de accidentes del trabajo cubría el 50% de los ingresos individuales y después de 1994 pasó a cubrir el 66% de los ingresos. El pago mínimo diario de la prestación es de ocho quetzales y el máximo mensual de dos mil cuatrocientos quetzales. 

#### Seguro de Maternidad
Instituido en 1953, el seguro de maternidad guatemalteco representaba el 50% de los ingresos y desde 1968; 100% de las ganancias. Después de las reformas de 2005, las mujeres tendrían que haber aportado al menos tres meses a su fondo de pensiones para recibir los beneficios de maternidad. Para ser beneficiaria de las prestaciones, la mujer tiene que aportar el uno por ciento de sus ingresos brutos durante el resto de su vida. 

#### Ley de enfermedad y maternidad (1968)
En 1968, los programas de pensiones de IGSS se reformarón y combinarón en un solo programa, incluido el programa de Seguro de Maternidad. Las reformas incluyeron un ingreso bruto del 2%, para la contribución vitalicia de los asalariados individuales y luego los empleadores aportan el 40% de la prima del ingreso bruto del 2%, y el gobierno paga el 20% de la prima del ingreso bruto del 2%. El programa inicial estaba limitado al departamento de Guatemala, pero la cobertura se amplió a 8 departamentos en 1979 y al departamento de Escuintla en 1989.  Luego de las reformas de 1994, la cobertura de las pensiones anotadas en el programa se redujo extendido a todo el país.

#### Programa de Vejez, Invalidez y Sobrevivientes
La estructura de pensiones de Vejez, Invalidez y Sobrevivientes se convirtió en ley en 1969 con la misma cobertura departamental que la cobertura instituida en la Ley de Enfermedad y Maternidad de 1968.  programa experimentó reformas para la cobertura nacional mucho antes que la Ley de Enfermedad y Maternidad. programa con legislación para expandirlo a los 22 departamentos en 1977. El fondo para este programa está financiado por una contribución vitalicia del 2% de los ingresos brutos para los empleados asalariados; 6% de los ingresos declarados para trabajadores por cuenta propia y 4% de la nómina cubierta. El estado tiene la obligación de pagar el 25% del total de las contribuciones al programa, pero nunca lo ha hecho.  

#### Reforma Constitucional (1985)
El derecho a la cobertura del Seguro Social se convirtió en un derecho constitucional en Guatemala en el artículo 100 de la constitución guatemalteca luego de la convención constitucional de mayo de 1985. 

## Estructura y organización del programa

### Administración de gestión

#### Junta Ejecutiva
La Junta Ejecutiva del Instituto Guatemalteco de Seguridad Social constituye el máximo órgano administrativo de los programas de Seguridad Social en Guatemala. Opera bajo los auspicios del Ministerio de Trabajo y Previsión Social, pero es un organismo autónomo que permite tomar decisiones independientes. El presidente del Instituto es designado por el Poder Ejecutivo; los vicepresidentes primero y segundo son designados por el Banco Central y la Universidad Estatal respectivamente. La junta también cuenta con tres presidentes auxiliares, uno es designado por la Academia de Médicos y Cirujanos de Guatemala; otro es designado por las Asociaciones Empresariales; y el último es designado por el sector Trabajo.  

### Programas

#### Financiamiento del programa
La Caja de Seguro Social que financia la mayoría de las prestaciones en efectivo y la totalidad de los servicios de salud que brinda el Instituto Guatemalteco de Seguridad Social se financia de la siguiente manera:
- - Empleados     Asalariados: 5% de su salario mensual.
  - Empleadores:     13% de la nómina mensual total.

#### Beneficios para los Afiliados del Instituto
- - Los     seguros de invalidez.
  - Las     dos terceras partes de los ingresos ordinarios prestaciones en dinero en     caso de incapacidad temporal por causa de emergencia.
  - Seguro     de baja por maternidad.
  - Jubilación.
  - Prestaciones     en efectivo a hogares con padres con discapacidad.
  - Seguro     de Muerte Súbita tanto para el empleador como para la familia del     fallecido.

#### Servicios de salud
- - Hospitales     Nacionales para Afiliados.
  - Clínicas     Municipales para Afiliados.
  - Servicios     de Medicina Interna para Afiliados.
  - Consulta     Externa pagada por el Instituto.
  - Servicios     Psiquiátricos.
  - Servicios     de Maternidad.
  - Servicios     de laboratorio.